# La Verde
La Verde é uma cidade da Argentina, localizada na província de Chaco.